# Euproctis kan
Euproctis kan är en fjärilsart som beskrevs av Matsumura 1933. Euproctis kan ingår i släktet Euproctis och familjen tofsspinnare. Inga underarter finns listade i Catalogue of Life.